# Brittisk–irländska regeringskonferensen
Brittisk–irländska regeringskonferensen (engelska: British–Irish Intergovernmental Conference, BIIC) är ett mellanstatligt organ som upprättades efter en överenskommelse mellan de brittiska och irländska regeringarna den 8 mars 1999. Skapandet av ett nytt permanent samarbetsorgan mellan regeringarna ingick som en överenskommen del av fredsavtalet för Nordirland, vanligen kallat Långfredagsavtalet (engelska: Good Friday Agreement), efter att det slutits Långfredagen den 10 april 1998.
Brittisk–irländska regeringskonferensen ersatte de tidigare organen Anglo–irländska regeringsrådet (engelska: Anglo–Irish Intergovernmental Council) och Anglo–irländska regeringskonferensen (engelska: Anglo–Irish Intergovernmental Conference), vilka varit en del av Anglo–irländska överenskommelsen (engelska: Anglo–Irish Agreement) från 1985.

## Storbritannien och Irland
Anglo-irländska avtalet ledde till Irländska fristatens bildande den 6 december 1922, där Irlands delning visserligen innebar slutet för Storbritannien och Irland som ett sammanhållet rike, men eftersom det självstyrande Nordirland fortsatte att utgöra en konstituerande del av Förenade kungariket bevarades också den union som upprättats genom sammanslagningen av kungarikena Storbritannien och Irland 1801.
Från att ha varit en fristat inom Brittiska imperiet med självstyre under den brittiska monarken som statschef utropades 1937 den nya statsbildningen Éire (engelska: Ireland), som dels införde en irländsk president men vilken samtidigt behöll en roll för monarkin. Det irländska parlamentet Oireachtas avskaffade 1948 plikterna för den brittiska monarken att företräda landet gentemot andra stater, och förklarade sig istället som Republiken Irland (engelska: Republic of Irland). När det brittiska parlamentet därefter förklarade att Éire hade upphört att vara en del av den brittiske monarkens besittningar och lämnat Samväldet hade landet vunnit sitt oberoende som självständig stat.

## Brittisk–irländska relationer

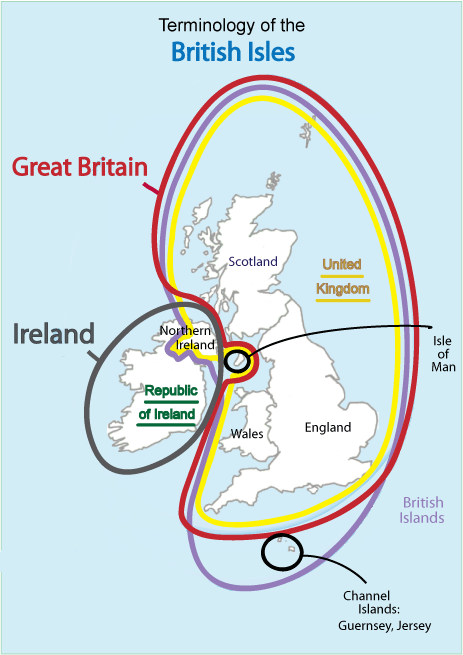
Storbritannien (Great Britain) och Irland (Ireland) utgör två delar, bestående av en östlig och en västlig ögrupp, inom Brittiska öarna.

Genom Långfredagsavtalet har regeringarna i London och Dublin enats om att ömsesidigt ge varandra ett visst mått av inflytande över den förda politiken i de respektive länderna. Detta för att försöka undvika den typ av låsningar som ledde fram till den våldsamma och utdragna konflikten i Nordirland, vilken inte bara drabbade befolkningen där utan fick spridningseffekter över Brittiska öarna, långt utanför det egentliga konfliktområdet.
Syftet med Brittisk–irländska regeringskonferensen är att låta Republiken Irlands regering få del i inflytandet över de områden som inte är föremål för självstyre i Nordirland, men som i enlighet med Långfredagsavtalet skall vara föremål för mellanstatligt samarbete med de brittiska och irländska regeringarna. Långfredagsavtalet går också längre än tidigare bilaterala överenskommelser, framförallt genom att man inrättar ett helt nytt självstyre med mandat att fatta beslut och att genomföra dessa med egna förvaltningsmyndigheter för hela Irland.
Namnet Irland används ibland för att beteckna det land som utgörs av statsbildningen Republiken Irland, men vad gäller frågor för Ministerrådet Nord–Syd (engelska: North/South Ministerial Council), och ytterst Brittisk–irländska regeringskonferensen, utgör Irland som helhet en enda en region för gränsöverskridande (engelska: cross-border) samarbete, omfattande hela den västliga ögrupp som huvudön tillsammans med omgivande mindre öar utgör inom Brittiska öarna. I relation till detta betecknar inte heller namnet Storbritannien egentligen det land som omfattas av statsbildningen Förenade kungariket, utan Storbritannien (engelska: Great Britain) utgör endast en del av Storbritannien och Nordirland (engelska: Great Britain and Northern Ireland), det vill säga den östliga ögrupp inom Brittiska öarna där Britannien (engelska: Britain), den brittiska huvudön, ingår tillsammans med andra öar och ögrupper som Anglesey, Isle of Wight, Orkney-, Shetlandsöarna, etc.
Namnen på Storbritannien och Irland som länder kan lätt uppfattas som förenklade varianter av de mer formella benämningarna för statsbildningarna Förenade konungariket Storbritannien och Nordirland respektive Republiken Irland, men det finns en dubbeltydighet där samma namn också används för att beskriva en annan regional indelning och det blir därför nödvändigt att poängtera att det handlar om skilda begrepp. Detta gäller särskilt efter det 1998 ingångna Långfredagsavtalet, där regionen Irland inte bara utgör ett kulturhistoriskt eller geografiskt begrepp, utan även en administrativ indelning med reellt existerande politiska beslutsinstanser och egen förvaltning som omfattar hela ön (engelska: all-island), trots att den är delad mellan två stater.
Brittisk–irländska regeringskonferensen samordnar och övervakar dels det självstyre som utövas av självstyrelseregeringen i Nordirland och dels den form av självstyre som utövas under Ministerrådet Nord–Syd för hela Irland. Regeringskonferensens möten sker vanligtvis på ministernivå, men den kan även samlas till toppmöte då de brittiska och irländska regeringscheferna deltar. Till detta finns det ett gemensamt sekretariat för regeringskonferensen (engelska: British–Irish Intergovernmental Conference Joint Secretariat) i Belfast vars syfte är samordna och bereda samarbete i frågor som inte är föremål för självstyre (engelska: all-island and cross-border co-operation on non-devolved issues), samt de andra frågor som inte behöver vara föremål för avtalsbundet samarbete men vilka ändå kan koordineras mellan de brittiska och irländska nationella regeringarna.
Efter att självstyret under Långfredagsavtalet trädde i kraft den 1 december 1999 suspenderades detta i Nordirland vid tre tillfällen under 2000 och 2001, men 2002 inträffade en längre avstängning som innebar att självstyret kom att vara indraget i nästan fem år. När självstyret i Nordirland förlorade sina befogenheter fungerade inte heller självstyret under Ministerrådet Nord–Syd för Hela Irland (engelska: All-Ireland), utan den fortsatta styrningen av de all-irländska förvaltningsmyndigheterna togs istället över direkt av de brittiska och irländska ministrarna inom regeringskonferensens ram. Genom överenskommelserna vid St Andrews (engelska: St Andrews Agreement) 2006, Hillsborough Castle (engelska: Hillsborough Castle Agreement) 2010 och Stormont House (engelska: Stormont House Agreement) 2014, återupprättades dock självstyret 2007 och tillfördes senare ytterligare befogenheter, bland annat inom polisväsendet och rättsområdet.

## Toppmöten

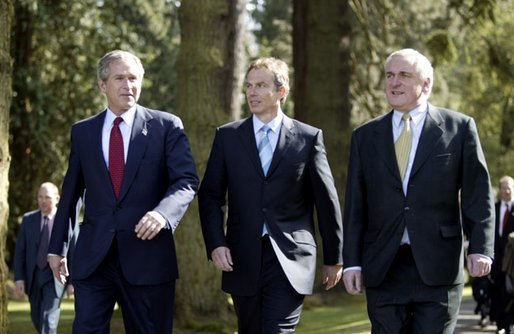
De brittiska och irländska regeringscheferna Tony Blair och Bertie Ahern, tillsammans med den amerikanska stats- och regeringschefen George W. Bush, vid Hillsborough Castle i Nordirland den 8 april 2003.

Förutom toppmöten hölls mellan den 14 oktober 2002 och den 8 maj 2007 en rad möten på ministernivå, när självstyret i Nordirland var suspenderat och regeringskonferensen övertog ansvaret för Ministerrådet Nord–Syds uppgifter. Under denna period genomfördes drygt tvåhundra interremistiska beslut (engelska: Interim Procedures) avseende ministerrådets förvaltningsmyndigheter (engelska: Implementation Bodies) för hela Irland.
- 17 december 1999: Tony Blair, brittisk premiärminister och Bertie Ahern, irländsk regeringschef.
Mötet tog bland annat upp och listade: rättigheter, polisfrågor, rättsskipning, gränsöverskridande säkerhetssamarbete, våldsoffer, fängelsefrågor, narkotika och narkotikasmuggling samt etermedier som exempel på områden som inte är föremål för självstyre i Nordirland, men vilka lyfts till gränsöverskridande samarbete och för hela Irland. Bägge regeringar kan även föreslå att nya områden läggs till sådant samarbete.[45]
- 27 juni 2005: Tony Blair, brittisk premiärminister och Bertie Ahern, irländsk regeringschef.
Mötet behandlade det politiska läget i och med det suspenderade självstyret i Nordirland vilket medfört att regeringskonferensen var den enda av institutionerna i fredsavtalet vilken fortfarande fungerade som avsett. Bägge regeringarna uttryckte sitt fortsatta stöd för fredsprocessen och vikten av att återupprätta funktionen hos samtliga de institutioner som överenskommits i Långfredagsavtalet.[46]

Genom överenskommelsen i St Andrews hösten 2006, vilket bland annat innebar principer om maktdelning, fördelning av ministerposter och ett uttalat stöd för den nya reformerade polismyndigheten i Nordirland, kunde nyval hållas i mars 2007 och självstyrelseinstitutionerna inom det första och andra huvudområdena av Långfredagsavtalet återinsattes, vilket innebar att Northern Ireland Assembly, Northern Ireland Executive och Ministerrådet Nord–Syd kunde börja fungera igen.

## Fördjupat samarbete inom rättsområdet
Förutom det samarbete som upprättats genom Långfredagsavtalet, där bland annat polisfrågor och rättsskipning listats som samarbetsområden, ingick de brittiska och irländska regeringarna i juli 2005 ett nytt internationellt avtal med fördjupat samarbete rörande rättsfrågor (engelska: Intergovernmental Agreement on Co-operation on Criminal Justice Matters). I och med att ansvar för polis- och rättsväsende sedan 2010, genom överenskommelsen vid Hillsborough Castle, är delegerat till självstyret på Nordirland kan uppföljningen inte längre ske direkt mellan de ansvariga brittiska och irländska ministrarna, utan sker istället genom ett särskilt Nord–Syd-möte mellan irländska och nordirländska ministrar som sedan rapporterar till regeringskonferensen. Genom detta utgör rättsskipning i likhet med Ministerrådet Nord–Syd ett all-irländskt samarbete inom de brittisk–irländska relationerna, men det ingår inte formellt i ministerrådet då det inte utgör en del av Långfredagsavtalet.